# Pirita (Románia)
Pirita falu Romániában, Fehér megyében. Közigazgatásilag Zalatna városhoz tartozik.
Az 1966-os népszámlálás előttig Zalatna része volt. 1966-ban 171, 1977-ben 197, 1992-ben 163, 2002-ben 160 lakosa volt, túlnyomó részt románok.
A DC 113-as községi út halad át rajta. Zalatnával kisvasút köti össze, amely azonban 2012-ben már nem üzemelt, de tervbe vették az újraindítását.
2014-ben a faluban még nem volt vezetékes víz.
A faluban művelődési ház, óvoda és négyosztályos elemi iskola található.